# 若い世代
若い世代（わかいせだい）は、1966年4月10日から1969年4月6日までNHK教育テレビで放送された討論番組である。

## 概要
現代の青年の実態をフィルムによって多角的にとらえ、彼らの悩みと問題をスタジオに招いた同世代の仲間たちとゲストの講師で討論しあう番組であった。40分のスタジオ討論と20分のフィルムで構成される。

## 放送時間
- 1966年度：日曜日 19:00 - 20:00
- 1967年度：土曜日 18:00 - 19:00／土曜日 15:00 - 16:00
- 1968年度：日曜日 18:00 - 19:00／土曜日 15:00 - 16:00

## 司会
- 河路勝（1966年4月 - 1967年3月）
- 平岩毅（1967年4月 - 11月）
- 籠野博嗣（1967年12月 - 1969年4月）

## スタジオ討論の主なテーマ
異性、土と青春、はたちの責任、新天地、愛国心、結婚の条件、若者は何故怒らない、現代の孤独、資格、日本的とは、出かせぎ、歌謡曲とわたしたち、自由と規律、わたしと先生、現代の暴力

## フィルムの主な内容
詩を作る工場、マットにかける青春、山谷の太陽、流行を作る裏方たち